# Außer der Schleifmühle 27
Das Wohn- und Geschäftshaus Außer der Schleifmühle 27 und Am Dobben 147 in Bremen-Mitte, Außer der Schleifmühle, wurde 1906 nach Plänen von Heinrich Behrens-Nicolai gebaut. 
Das Gebäude steht seit 1994 unter Bremer Denkmalschutz.

## Geschichte
Das fünfeinhalbgeschossige Gebäude im Jugendstil wurde für den Kaufmann Julius Elbrecht und die Bremer Automobil- und Fahrradcentrale gebaut. Es gehört zu den frühen Eisenbeton-Skelettbauten in Bremen. Die Hauptfassade wird durch die durchlaufenden Pfeilervorlagen in fünf Achsen gegliedert.

Das Erdgeschoss ist durch die großen Schaufenster der Läden geprägt. Hier befand sich die Bremer Automobil- und Fahrradcentrale mit ihren Werkstätten.

An den Obergeschossen wechseln sich Drillingsfenster mit Loggien, Balkonen und dem abgerundeten, zweigeschossigen Erker in der Mittelachse ab. Die Pfeilervorlagen sind  gestaltet mit kannelurartigen Profilierungen, figürlichen Reliefs, Konsolen, Säulen und zwei überlebensgroßen, plastischen Frauenfiguren in Höhe des 4. Obergeschosses. Markant ist der geschweifte Giebel mit kräftigem Dachüberstand über den drei mittleren Achsen, dessen von vier Fenstern und zwei flachen Obelisk-Vorlagen unterbrochene Fläche als schwaches Relief eine im Meer untergehende Sonne mit einem mittig vorstehenden Boot und zwei flankierenden Seeschlangen zeigt.
In diesem Haus wohnte der Schriftsteller Peter Weiss mit seinen Eltern von 1926 bis 1929.
Die ebenfalls fünfgeschossige Rückfassade Am Dobben 147 ist sehr schlicht gestaltet.
Ursprünglich beherbergten die Obergeschosse bis zu 300 m² große Wohnungen mit einer zentralen Staubsauganlage, die für großbürgerliche Mieter gedacht waren. 2014 befanden sich in dem Gebäude verschiedene Geschäfte, Büros und Wohnungen.